# 1998–1999-es magyar női labdarúgó-bajnokság (első osztály)
A magyar női labdarúgó-bajnokság első osztályában 1998–99-ben nyolc csapat küzdött a bajnoki címért. Az alapszakasz után az első négy helyen végzett csapat rájátszásban döntötte el a bajnoki cím sorsát. A tizenötödik hivatalos bajnokságban a László Kórház megvédte bajnoki címét.

## Végeredmény

### Alapszakasz
| #  | Csapat                     | M  | GY | D | V  | G+ – G– | GK  | P  | Megjegyzések                |
| -- | -------------------------- | -- | -- | - | -- | ------- | --- | -- | --------------------------- |
| 1. | Verda 5000-László KórházCV | 14 | 13 | 1 | 0  | 60–3    | +57 | 40 | Felsőházi rájátszás         |
| 2. | Femina                     | 14 | 12 | 1 | 1  | 52–16   | +36 | 37 | Felsőházi rájátszás         |
| 3. | Íris                       | 14 | 7  | 1 | 6  | 23–31   | −8  | 22 | Felsőházi rájátszás         |
| 4. | PécsKI                     | 14 | 6  | 1 | 7  | 33–29   | +4  | 19 | visszalépett a rájátszástól |
| 5. | FC Eger                    | 14 | 5  | 3 | 6  | 22–31   | −9  | 18 |                             |
| 6. | Pepita SárkányokÚ          | 14 | 3  | 3 | 8  | 23–33   | −10 | 12 | Alsóházi rájátszás          |
| 7. | Renova                     | 14 | 2  | 3 | 9  | 17–32   | −15 | 9  | Alsóházi rájátszás          |
| 8. | Szegedi Boszorkányok       | 14 | 0  | 3 | 11 | 6–61    | −55 | 3  | Alsóházi rájátszás          |

### Felsőház
| #  | Csapat                     | M  | GY | D | V | G+ – G– | GK  | P  | Megjegyzések |
| -- | -------------------------- | -- | -- | - | - | ------- | --- | -- | ------------ |
| 1. | Verda 5000-László KórházCV | 18 | 16 | 2 | 0 | 75–5    | +70 | 50 | Bajnok       |
| 2. | Femina                     | 18 | 12 | 3 | 3 | 56–24   | +32 | 39 |              |
| 3. | Íris                       | 18 | 8  | 2 | 8 | 28–45   | −17 | 26 |              |

### Alsóház
| #  | Csapat               | M | GY | D | V | G+ – G– | GK | P  | Megjegyzések |
| -- | -------------------- | - | -- | - | - | ------- | -- | -- | ------------ |
| 1. | Renova               | 4 | 3  | 1 | 0 | 15–6    | +9 | 10 |              |
| 2. | Szegedi Boszorkányok | 4 | 1  | 1 | 2 | 7–9     | −2 | 4  |              |
| 3. | Pepita SárkányokÚ    | 4 | 1  | 0 | 3 | 8–15    | −7 | 3  |              |

## A góllövőlista élmezőnye
| Gól                                                               | Név         | Csapat        |
| ----------------------------------------------------------------- | ----------- | ------------- |
| 21                                                                | Pádár Anita | László Kórház |
| Forrás Magyar Sportévkönyv 2000, Aréna 2000 Kiadó, Budapest, 2000 |             |               |